# Du lịch Áo

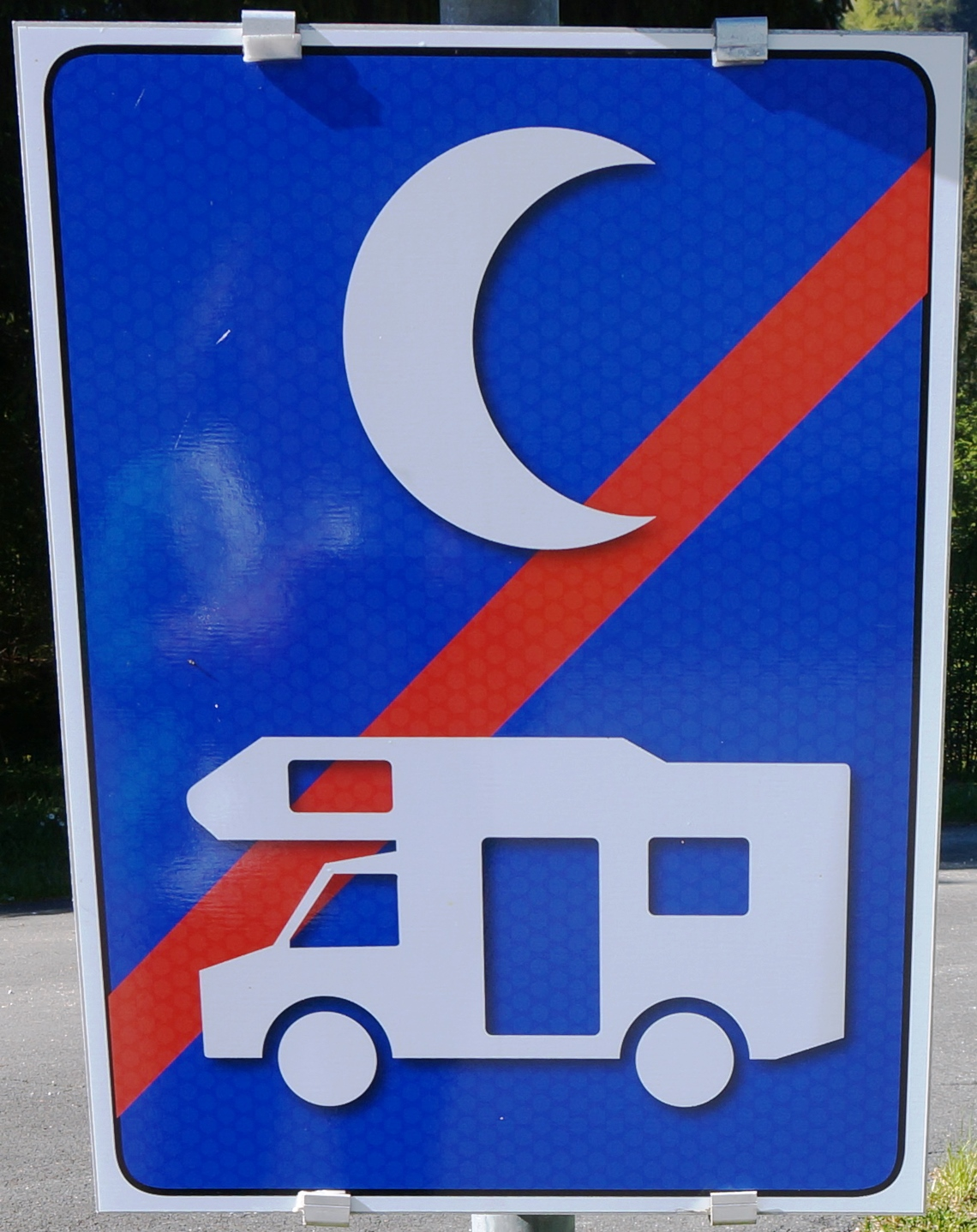
Nacht-Parkverbot für Wohnwagen

Du lịch là một phần quan trọng trong kinh tế Áo, chiếm gần 9% tổng sản phẩm quốc nội của quốc gia này.
Năm 2007, tổng cộng số du khách ở lại qua đêm vào mùa Hè bằng mùa Đông, với cao điểm rơi vào tháng 2 và tháng 7/8.
Năm 2007, Áo xếp thứ 9 trên toàn thế giới về doanh số thu được từ khách quốc tế đến, với doanh thu đạt 18,9 tỷ USD. Tính về số lượt khách quốc tế, Áo xếp hạng 12 với 20,8 triệu lượt khách.
Các chuyến đi đến Áo thường bao gồm các chuyến đi đến Viên (Vienna). Được biết đến nhiều nhất ở Wien là Nhà thờ lớn Stephan (Stephansdom), các quán rượu nho Heurigenschenken và bầu không khí nhạc waltz lãng mạn.
Ngoài ra các điểm đáng đến thăm là thành phố Salzburg, nơi sinh của Mozart, thành phố Innsbruck, thủ phủ của Tirol, được bao bọc bởi núi Alpen và sông Donau với vùng trồng nho Wachau. Ở phía tây nước Áo là hồ Bodensee, phía đông là hồ Neusiedler See. Nổi tiếng nhiều nhất ở Áo là vùng trượt tuyết và leo núi ở núi Alpen, các hồ trên núi (Wörther See ở Käntern) và các sự kiện văn hóa như Lễ hội Salzburg và Lễ hội Bregenz.
Viện bảo tàng Ars Electronica Center ở Linz là một điểm phải đến cho những du khách thích nghệ thuật số. Bắt đầu từ năm 1979 trung tâm này tổ chức lễ hội Electronica Festival và tổ chức trao giải Prix Ars Electronica, giải thưởng có giá trị cao nhất của thế giới về nghệ thuật trên máy tính.